# Powiat Ito (Fukuoka)
Powiat Ito (jap. 怡土郡 Ito-gun) – dawny powiat w Japonii, w prefekturze Fukuoka.

## Historia[1]

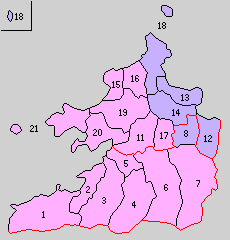
Powiat Ito (1–8 – 1889 r.)

W pierwszym roku okresu Meiji na terenie powiatu znajdowała się 1 miejscowość i 60 wiosek.
Powiat został założony 1 listopada 1878 roku. 1 kwietnia 1889 roku powiat został podzielony na 8 wiosek: Fukuyoshi, Fukae, Ikisan, Nagaito, Kafuri, Raizan, Ito i Susenji.
1 kwietnia 1896 roku powiat Ito został włączony w teren nowo powstałego powiatu Itoshima. W wyniku tego połączenia powiat został rozwiązany.